# Tove Veierød
Tove Liv Besstun Veierød (* 19. September 1940 in Tromsø) ist eine norwegische Politikerin der Arbeiderpartiet (Ap). Sie war von November 1990 bis September 1992 die Sozialministerin ihres Landes.

## Leben
Veierød erhielt 1960 ihr Examen philosophicum, anschließend studierte sie Fächer wie Latein, Englisch und Norwegisch. Von 1965 bis 1986 arbeitete sie als Lehrerin, unter anderem an der weiterführenden Schule in Harstad. In den zwei Legislaturperioden von 1983 bis 1990 war Veierød zudem Abgeordnete im Fylkesting des Fylkes Troms. Sie war des Weiteren von 1980 bis 1984 Vorsitzende des nordnorwegischen Kulturrats. Am 14. Mai 1986 wurde sie Staatssekretärin für den damaligen Kultur- und Wissenschaftsminister Hallvard Bakke. Sie blieb bis zum 31. Mai 1988 im Amt.
Im Jahr 1988 begann Veirød schließlich, als Leiterin der Informationsabteilung beim Aluminiumproduzenten Norsk Hydro in Harstad zu arbeiten. Die gleiche Position nahm sie 1990 für kürzere Zeit bei Norsk Hydro in Oslo ein, als sie am 3. November 1990 zur Sozialministerin in der neu gebildeten Regierung Brundtland III ernannt wurde. Diesen Posten behielt sie bis zum 4. September 1992, als sie im Zuge einer größeren Regierungsumbildung ausgetauscht wurde. Veierød äußerte ihre Rücktrittswunsch gegenüber Ministerpräsidentin Gro Harlem Brundtland bereits im Juni 1992, nachdem sie im Nationalparlament Storting nicht die Mehrheit zur Umstrukturierung der in ihrer Zuständigkeit liegenden Behörde Helsedirektoratet erhalten hatte. Sie stand unter anderem wegen ihres Umgangs mit dem Parlament in der Kritik.
Anschließend kehrte sie zu ihrer Position bei Norsk Hydro in Oslo zurück, wo sie bis 2006 verblieb. Im Jahr 2005 wurde sie Leiterin der nordischen Nichtregierungsorganisation Vereinigung Norden.